# Bisera Veletanlić
Bisera Veletanlić (Sisak, 15. rujna 1942.), srpska estradna umjetnica, jazz pjevačica i interpretator zabavne glazbe. Ona je jedno od najvećih imena šlageristike i zvijezda festivala 1970-ih godina s područja bivše SFR Jugoslavije. U svojoj bogatoj glazbenoj karijeri snimila je veći broj nezaboravnih melodija, koje su obilježile jedno vrijeme.

## Životopis
Rođena je u Sisku. Bisera je, kao i njena sestra Senka, počela pjevati još u djetinjstvu, već u osmoj godini. U početku je pjevala samo narodne pjesme. Kasnije, u srednjoj školi, zavoljela je i zabavnu glazbu i počinje pjevati na školskim priredbama. Završila je srednju ekonomsku školu u Zagrebu. Jedno vrijeme je učila solo pjevanje i violinu u srednjoj glazbenoj školi.

### Karijera
Prvi javni nastup imala je 1960. godine u jednoj od emisija "Mikrofon je vaš". Na zagrebačkoj televiziji je debitirala 1963. godine u duetu sa Senkom, a zatim je još dva puta snimala za emisiju „Muzički TV magazin“. Često je nastupala na zabavnim priredbama Produkcije gramofonskih ploča RTB.
U svojoj bogatoj glazbenoj karijeri snimila je veliki broj nezaboravnih pjesama, koje su obilježile čitav jedan preriod glazbe u bivšoj državi. Često je odnosila prve nagrade stručnog žirija na festivalima "Opatija", "Vaš šlager sezone", "Beogradsko proleće", "Zagrebfest", "Split", "MESAM", a nastupala je i na domaćim izborima za Pjesmu Eurovizije.
Najuspješniju suradnju, ostvarila je s Kornelijem Kovačom i drugim beogradskim autorima, a snimala je i s Arsenom Dedićem (Prozor, Vaš šlager sezone '74, Što još nikom' nismo dali - MESAM '88) i Goranom Bregovićem (Šta ću, nano, dragi mi je ljut - Hit parada '75).
Osim glazbom, Bisera Veletanlić bavila se i glumom (filmovi i TV serije - npr. Ljubavni život Budimira Trajkovića) i slikarstvom. Njen se glazbeni stil može opisati kao mješavina velegradskih šansona, domaćih šlagera i jazza.

## Diskografija
- 'Bisera' (1975.)
- 'Sutra će biti bolje' (1980.)
- 'Muzika iz TV serije Smešna porodica' (1981.)
- 'Probudi se...' (1997.)

## Festivali

### Beogradsko proleće
- Ne plači - Beogradsko proleće '71., pobjednička pjesma
- Ruku mi daj - Beogradsko proleće '73.
- Volim te - Beogradsko proleće '74.
- Dođi kad zima odlazi - Beogradsko proleće '75.
- Nikada više - Beogradsko proleće '76.
- Više ne znam ko smo mi - Beogradsko proleće '77.
- Tebi treba moja snaga - Beogradsko proleće '78.
- Rođen si da te volim - Beogradsko proleće '79.
- Ko priznaje, pola mu se prašta - Beogradsko proleće '82.
- Ispočetka - Beogradsko proleće '90.
- Spavaj mirno Beograde - Beogradsko proleće '92.

### Vaš šlager sezone
- Prozor - Vaš šlager sezone '74.
- Jesen umire na vodi - Vaš šlager sezone '78.

### Zagreb
- Maglovit dan - Zagreb '73.
- Budi dobar i misli na mene - Zagreb '76.
- Dok te ljubim - Zagreb '80.
- Ne govori ništa noćas - Zagreb '81.

### Opatija
- Ti si obala ta - Opatija '74.
- Ti si čovek moj - Opatija '75.
- Baj, baj, baj - Opatija '76., pobjednička pesma
- Priznaj mi - Opatija '78.
- I ljubav ima rok trajanja - Opatija '79.
- Pesma ljude voli - Opatija '84. (sa Senkom Veletanlić i Zafirom Hadžimanovim)

### Pjesma ljeta
- Uf, strašno je dosadno - Pjesma ljeta '70.

### Hit parada
- Šta ću nano, dragi mi je ljut - Hit parada '75.
- Aha - aha - Hit parada '76.

### Hit ljeta
- Baš me briga - Hit leta '77.

### Split
- Adio, ljubavi, adio - Split '77.

### MESAM
- Što još nikom nismo dali - MESAM '88.

### Makfest
- Da si merak pesna

### Budva, Pjesma Mediterana
- Jedno leto kasno - Budva '96., pobjednička pjesma

### Izbor za Pjesmu Eurovizije
- Ti nisi kao ja - Beograd '70.
- Sad odlazi - Sarajevo '72.
- Nisam protiv - Novi Sad '84.

### Singlovi
- Crveni cvet / Lutka sad si ti / Da li si usamljen noćas / U moje doba  (1964.)
- Dečak taj / Ne želim takvu ljubav / Volim ceo svet  (1967.)
- Kad bi (1967.)
- Dugo / Ne plači (1971.)
- Ruku mi daj / Noć je duga (1973.)
- Maglovit dan / Ne traži (1973.)
- Milo moje / A ja te znam (1973.)
- Među stvarima  (1974.)
- Misli o tebi / Ručak za dvoje (1974.)
- Ti si obala ta / Ti nisi sam (1974.)
- Volim te / Prozor (1974.)
- Dođi, kad zima odlazi / Proletnji dan (1975.)
- Šta ću, nano, dragi mi je ljut / Tužno popodne (1975.)
- Ti si čovek moj / Još samo malo (1975.)
- Dan ljubavi / Ostavi sve (obrada pjesme Den ljubezni sastava Pepel in kri. S Biserom pjevaju još i Nada Knežević, Beti Đorđević i Boba Stefanović, 1975.)
- Aha, aha / Budi dobar, i misli na mene (1976.)
- Baj, baj, baj / 222805 (1976.)

## Vanjske poveznice
- www.discogs.com
- Nema svrhe boriti se za kvalitet - intervju („Politika“, 26. prosinca 2011.)
- Mrzeo me što pevam i igram kao crnkinja („Politika“, 16. prosinca 2012.)